# Kiskun Múzeum
A Kiskun Múzeum tájmúzeum, közgyűjtemény Kiskunfélegyházán. 1902-ben alapította Szalay Gyula, a helyi gimnázium tanára, aki a múzeum első „őre” lett. A gyűjtemény 1912-ben került önálló épületbe, a Görög-ház emeleti részébe (egyes tervek szerint az épülő városházára került volna ekkor), majd 1939-ben mai helyére, az egykori Kiskun Kapitányság épületébe költözött.

## Az épület
A barokk épületegyüttes 1753-ban épült, 1772-ben és 1794-ben a főépületet átalakították, a főépület emeleti részt kapott, így nyerte mai formáját. A Kiskun Kerület Kapitányság székházában hivatal és tömlöc működött, itt őrizték fogva Rózsa Sándort.

## Gyűjtemények
A múzeum gyűjtőköre Kiskunfélegyháza helytörténetéhez, a Kiskunság vallási emlékeihez kapcsolódó műtárgyakra, a térség régészeti emlékeire terjed ki. Legfontosabb emlékei között tartják számon a Tiszatelepről származó avar kardot, a pákai szarmata ékszereket és a 9018 darabból álló numizmatikai kollekciót.

## Állandó kiállításai
- A magyar büntetőjog emlékei (Börtönkiállítás) – Közép-Európa egyedülálló börtöntörténeti gyűjteménye
- Kiskunfélegyháza évszázadai – helytörténeti kiállítás
- A vallási élet emlékei a Kiskunságban – az egykori börtönkápolnában berendezett kiállítás
- A megőrződött múlt – Emberek és népen Félegyházán
- Árpád-kori hétköznapok
- Képzőművészeti tárlat: Holló László festményei; Szántó Piroska festményei – a művésznő halálának második évfordulóján, 2000. augusztus másodikán nyílt állandó kiállítás; Morell Mihály grafikái
- Pajkos-Szabó-féle szélmalom – népi műemlék, a város határából a múzeum udvarára telepített (1962) 1860-ban épült szélmalom, különösen szép faragott kőpaddal.

## Filiálék, kiállítóhelyek
- Móra Ferenc Emlékháza
- Petőfi Sándor Emlékháza

## Jelentősebb időszaki kiállítások
- Könyvek Könyve - Bibliakiállítás szerzetesek, gyűjtők és magáncsaládok Bibliáiból a Biblia Éve keretében, 2008 aug. 19. – okt. 30.
- Reneszánsz panoptikum, 2008